# Jung Jin-sun
Jung Jin-sun (Hangul: 정진선) (n. 24 ianuarie 1984, Seul, Coreea de Sud) este un scrimer sud-coreean specializat pe spadă. A fost laureat cu bronz la Jocurile Olimpice de vară din 2012  după ce a fost învins în semifinală de norvegianul Bartosz Piasecki, apoi a trecut de americanul Weston Kelsey în finală mică. A cucerit medalia de argint pe echipe la Campionatul Mondial de Scrimă din 2014, după Coreea de Sud a pierdut cu Franța în finală.

## Legături externe
- en Jung Jin-sun la Olympedia.org